# Michał Szykulski
Michał Szykulski (ur. 18 września 1898 w Piotrkowie, zm. 1955 w Warszawie) – tytularny starszy sierżant Wojska Polskiego, kawaler Orderu Virtuti Militari.

## Życiorys
Urodził się 18 września 1898 w Piotrkowie, ówczesnej stolicy guberni piotrkowskiej, w rodzinie Teofila, urzędnika państwowego, i Gertrudy z Wiśniewskich.
W 1914 zakończył naukę w klasie czwartej Gimnazjum Rządowego Męskiego w rodzinnym mieście. W 1916 zatrudnił się na kolei, funkcjonującej pod niemieckim zarządem. Początkowo pracował jako urzędnik pomocniczy w ekspedycji towarowej, a później w służbie ruchu jako konduktor. Obowiązki wykonywał w 6 Wojskowej Dyrekcji Kolejowej w Brześciu, a następnie w Niszu, w Serbii.
7 stycznia 1919 wstąpił do Wojska Polskiego. W 1920, w czasie wojny z bolszewikami walczył w szeregach 101 pułku piechoty, późniejszego 84 pułku piechoty. Dowodził plutonem w 9. kompanii pułku. Wyróżnił się 20 sierpnia 1920 w boju pod Mławą, w którym został ranny.
W kwietniu 1921 pełnił służbę w warsztatach krawieckich Intendentury Dowództwa Okręgu Generalnego Warszawa, a w marcu 1934 w batalionie sztabowym Ministerstwa Spraw Wojskowych w Warszawie.
9 maja 1955 został pochowany na cmentarzu Bródnowskim w Warszawie (sektor 65B, rząd 3, grób 30).
Był żonaty z Leokadią, z którą miał dwóch synów: Zbigniewa Ryszarda (1924–2001) i Wiesława Bolesława (1929–2000).

## Ordery i odznaczenia
- Krzyż Srebrny Orderu Wojskowego Virtuti Militari nr 4358 – 1922[3][1][4]
- Brązowy Krzyż Zasługi – 1938 „za zasługi w służbie wojskowej”[5][6]
- Medal Pamiątkowy za Wojnę 1918–1921[1]
- Medal Dziesięciolecia Odzyskanej Niepodległości[1]
- Odznaka za Rany i Kontuzje z jedną gwiazdką[1]